# Institut français de Zagreb
L’Institut français de Zagreb (Francuski institut u Zagrebu) est un établissement culturel français fondé en 1921. Depuis 2012, son nom officiel est Institut français de Croatie (Francuski institut u Hrvatskoj).

## Mission
Il a pour objectif le rayonnement de la culture française en Croatie et le développement des échanges culturels entre les deux pays ainsi que la promotion de l'image d'une scène artistique et culturelle française à la fois moderne, prestigieuse et ouverte sur le monde.
L'institut français accompagne les festivals et évènements culturels croates en invitant des acteurs de la création française contemporaine (théâtre, danse, cinéma, littérature...), en organisant des expositions et ateliers artistiques dans ses locaux ou dans les musées de la ville (art contemporain, design, mode...) et en soutenant le développement d'échanges d'expertise en particulier dans le domaine des musées et du patrimoine.
Grâce à sa médiathèque, il facilite l'accès du public croate aux livres, aux périodiques et aux productions audiovisuelles françaises.
Depuis la fin de la Seconde Guerre mondiale, il n'assure plus de cours de français, ceux-ci étant assurés par l'Alliance française de Zagreb (qui a porté de nom d’association Yougoslavie-France jusqu'en 1991), mais les élèves ont accès à la médiathèque et à sa bibliothèque de l'apprenant.

Logo du festival de la France en Croatie, organisé par l'Institut français

Après avoir siégé au 40 rue Preradovičeva pendant une soixantaine d'années (1935-2004), et de 2006 à 2010 au 1 rue Bogovičeva, il partage désormais le bâtiment de l'Ambassade de France, 2 rue Hebrangova. La médiathèque, entièrement rénovée, devenue un espace multifonctionnel est située depuis des décennies au cœur de la ville au no 5 rue Preradovičeva.
L'institut français est le partenaire du Festival de la France en Croatie, « Rendez-vous », qui s'est tenu de mai à septembre 2015.

### Les directeurs
Parmi les directeurs, on peut relever :
- Raymond Warnier (d) (1899-1987), fondateur en 1921-1922[2],[3], directeur jusqu'à sa nomination en 1935 à la tête de l'Institut français de Lisbonne (d)
- Jean Dayre (de) (1892-1952), directeur de 1935 à 1947, fondateur des Annales de l'Institut français de Zagreb[4]

- Max Huguet (d) (1933- ?)
- Jacques Defert, directeur de 1989 à 1994
- Bernard Diss, directeur  de 1994 à 1998
- Patrick Denni (d), de 1998 à 2001 (directeur adjoint : Robert Horn, coopération linguistique et éducative : Jean-Marc Berthon (d))
- Olivier Brochet (d), de 2001 à 2004 (directeur adjoint : Robert Horn, coopération linguistique et éducative : Éric Playout puis Alain Schneider (d))
- Didier Moniotte (d), de 2004 à 2006
- Stéphane Ré (d), de 2006 à 2010
- Jean-Marc Cassam Chenai (d), de 2010 à 2013
- Luc Lévy (d), de 2013 à 2017
- Guillaume Colin (d), de 2017 à 2021 (directeur adjoint : Thomas Schnabel, coopération linguistique et éducative : Hugues Denisot)
- Estelle Halimi-Dagron (d), depuis 2021 (directrice adjointe : Alice de Parscau, coopération linguistique et éducative : Benoît Le Devedec)[5]